# Футроно
Футроно (ісп. Futrono) - місто в Чилі. Адміністративний центр однойменної комуни. Населення - 6603 особи (2002). Місто і комуна входить до складу провінції Ранко і регіону Лос-Ріос.
Територія комуни – 2.120,60 км². Чисельність населення – 15.670 мешканців (2007). Щільність населення - 7,39 чол./км².

## Розташування
Місто розташоване за 78 км на південний схід від адміністративного центру регіону міста Вальдивія та за 62 км на північний схід від адміністративного центру провінції міста Ла-Уніон.
Комуна межує:
- на півночі - з комуною Лос-Лагос
- на північному сході - з комуною Пангіпульї
- на сході — з провінцією Неукен (Аргентина)
- на півдні - з комуною Лаго-Ранко
- на південному заході - з комуною Ла-Уніон
- на заході - з комуною Паїльяко

## Демографія
Згідно з даними, зібраними під час перепису Національним інститутом статистики, населення комуни становить 15.670 осіб, з яких 7.927 чоловіків та 7.743 жінки.
Населення комуни становить 4,19% від загальної чисельності населення регіону Лос-Ріос. 33,68% належить до сільського населення та 66,32% - міське населення.

### Найважливіші населені пункти комуни
- Футроно (місто) - 6603  мешканців
- Нонтуела (селище) — 1048 мешканців